# 1692 au théâtre
| Années du théâtre : 1689 - 1690 - 1691 - 1692 - 1693 - 1694 - 1695    |
| Décennies du théâtre : 1660 - 1670 - 1680 - 1690 - 1700 - 1710 - 1720 |

## Événements
- Joseph de Jouvancy écrit Ratio discendi et docendi, un guide à l’intention des jeunes jésuites destinés à enseigner dans les collèges ; le théâtre y a toute sa place : « Une pièce sérieuse dans laquelle les mœurs sont bien réglées … produit un effet incroyable parmi les spectateurs et souvent même compte plus pour les conduire à la religion que les sermons des plus grands prédicateurs ».

## Pièces de théâtre représentées
- 30 janvier : La Femme d'intrigues de Dancourt, Paris, Comédie-Française.
- 4 février : Arlequin Phaéton de Jean de Palaprat, Paris, Comédie-Italienne.
- 27 février : Le Négligent de Charles Dufresny, Paris, Comédie-Française
- 5 mars : La Précaution inutile de Fatouville, à la Comédie-Italienne.
- 14 mai : La Gazette de Hollande de Dancourt, Paris, Comédie-Française.
- 4 juin : L'Opéra de campagne de Charles Dufresny, Paris, Comédie-Italienne.
- 20 juin : L'Opéra de village de Dancourt, Paris, Comédie-Française.
- 26 juillet : L'Impromptu de garnison, comédie anonyme composée dans les Pays-Bas espagnols après la reddition de Namur devant les troupes françaises, revue par Dancourt, Paris, Comédie-Française.
- 16 août : L'Union des deux opéras de Charles Dufresny, Paris, Comédie-Italienne.
- 2 novembre : La Fille de bon sens de Jean de Palaprat, Paris, Comédie-Italienne.
- 15 novembre : Les Bourgeoises à la mode de Dancourt, Paris, Comédie-Française.
- 13 décembre : Les Chinois de Jean-François Regnard et Charles Dufresny, Paris, Comédie-Italienne.
- 17 décembre : Jugurtha, roi de Numidie, tragédie de Nicolas de Péchantré, Paris, Comédie-Française.

## Naissances
- 14 mars : Pierre-Claude Nivelle de La Chaussée, dramaturge français, mort le 14 mars 1754.
- 5 avril : Adrienne Lecouvreur, actrice française, morte en 1730.
- 26 avril : Marie-Jeanne Gautier, actrice française, morte le 9 avril 1757.

## Décès
- 6 mai : Nathaniel Lee, dramaturge anglais, né en 1653.